# Curvularia verruciformis
Curvularia verruciformis is een schimmel uit de familie Pleosporaceae.  De wetenschappelijke naam is voor het eerst geldig gepubliceerd door G.P. Agarwal  en V.P. Sahni in 1963. 

## Kenmerken
De conidioforen van Curvularia verrucinoformis komen zowel groepsgewijs als zelfstandig voor. Hun kleur varieert van hyalien tot lichtbruin en ze worden maximaal honderdvijftig micrometer lang. De dikte van de conidioforen kan variëren van twee tot zes micrometer. De conidioforen bevinden zich aan het uiteinde van schimmeldraden of op stromata en de conidiën zijn gekromd. 
Curvularia verrucinoformis is een parasiterende schimmel die zich voedt met hogere planten. Wanneer de schimmel op rijstkorrels parasiteert kan er een zwart, meestal in groepen opgedeeld stroma ontstaan. 
Koloniën van deze schimmel zijn zwart tot grijs van kleur.